# پومبدیتا
پومبدیتا(به آرامی: פומבדיתא) شهری بوده‌است در بابل باستان، نزدیک فلوجهٔ کنونی. پومبدیتا در کنار صورا یکی از مراکز پژوهش بر روی تلمود و خاستگاه تلمود بابلی بود. بنیادگذار فرهنگستان تلمودی این شهر یهودا بن حزقیل در اواخر سدهٔ سوم میلادی بود. 